# اجحم (العدين)

تعديل مصدري - تعديل

اجحم هي إحدى قرى عزلة بني عوض بمديرية العدين التابعة لمحافظة إب، بلغ تعداد سكانها 990 نسمة حسب تعداد اليمن لعام 2004.